# Гатчинсон (округ, Південна Дакота)
Шаблон:StateAbbr_ 43°20′ пн. ш. 97°45′ зх. д. / 43.34° пн. ш. 97.75° зх. д.
Округ  Гатчинсон (англ. Hutchinson County) — округ (графство) у штаті  Південна Дакота, США. Ідентифікатор округу 46067.

## Історія
Округ утворений 1871 року.

## Демографія
За даними перепису 2000 року загальне населення округу становило 8075 осіб, усе сільське. Серед мешканців округу чоловіків було 3931, а жінок — 4144. В окрузі було 3190 домогосподарств, 2193 родин, які мешкали в 3517 будинках. Середній розмір родини становив 3,03.
Віковий розподіл населення поданий у таблиці:
| Стать    | До 15 років | 15-21 | 22-29 | 30-39 | 40-49 | 50-65 | 65-85 | Понад 85 |
| -------- | ----------- | ----- | ----- | ----- | ----- | ----- | ----- | -------- |
| Чоловіки | 830         | 373   | 280   | 459   | 565   | 571   | 748   | 105      |
| Жінки    | 760         | 317   | 256   | 419   | 517   | 610   | 960   | 305      |

## Суміжні округи
- Генсон — північ
- Маккук — північний схід
- Тернер — схід
- Янктон — південний схід
- Бон-Ом — південь
- Чарлз-Мікс — південний захід
- Дуглас — захід
- Девісон — північний захід

## Виноски
1. ↑  US Decennial Census. US Census Bureau. Архів оригіналу за 26 квітня 2015. Процитовано 26 березня 2015.
2. ↑  Historical Census Browser. University of Virginia Library. Архів оригіналу за 11 серпня 2012. Процитовано 26 березня 2015.
3. ↑  Forstall, Richard L., ред. (27 березня 1995). Population of Counties by Decennial Census: 1900 to 1990. US Census Bureau. Архів оригіналу за 28 грудня 2008. Процитовано 26 березня 2015.
4. ↑  Census 2000 PHC-T-4. Ranking Tables for Counties: 1990 and 2000 (PDF). US Census Bureau. 2 квітня 2001. Архів оригіналу (PDF) за 18 грудня 2014. Процитовано 26 березня 2015.
5. ↑  State & County QuickFacts. Бюро перепису населення США. Архів оригіналу за 7 червня 2011. Процитовано 25 листопада 2013.(англ.) Наведено за англійською вікіпедією.
6. ↑  American FactFinder. Бюро перепису населення США. Архів оригіналу за 21 травня 2008. Процитовано 31 січня 2008.

| США | Це незавершена стаття з географії США. Ви можете допомогти проєкту, виправивши або дописавши її. |